# Metrocoris communis
Metrocoris communis is een wants uit de familie van de Gerridae (Schaatsenrijders). De wetenschappelijke naam van de soort werd voor het eerst geldig gepubliceerd in 1910 door Distant.